# Vuver (cratère)

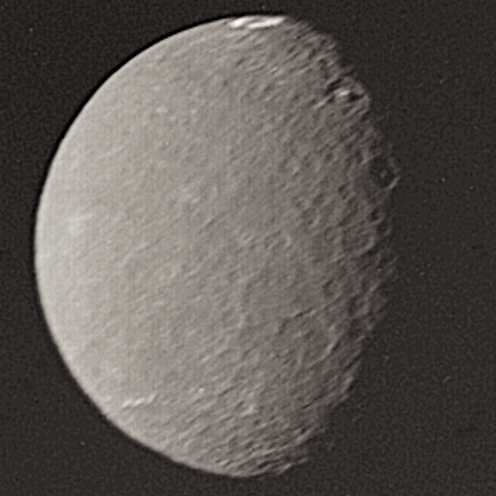
Vuver avec son pic central brillant, tel qu'il a été observé par Voyager 2 sur Umbriel le long du terminateur (à une heure, soit 15° Nord)

Vuver est un cratère d'impact à la surface d'Umbriel, un satellite naturel d'Uranus. Les estimations établissent un diamètre de 98 km. Il est situé à 311,6° de longitude et -4,7° de latitude.
Vuver possède un pic central brillant qui en fait l'une des rares structures géologiques d'Umbriel ayant un albédo suffisamment important pour trancher avec le reste de la surface beaucoup plus sombre d'Umbriel.
Le cratère porte le nom de Vuver, un esprit mauvais de la mythologie finlandaise .